# Стадион Емирејтс
Емирејтс стадион (због спонзорства пуним именом називан Ешбартон Гроу Емирејтс Стадион) (енгл. Emirates Stadium) је фудбалски стадион у северном Лондону у области Халовеј (енгл. Holloway), домаћи стадион ФК Арсенал. Са капацитетом од 60.272 места, ово је трећи највећи стадион у Енглеској након Вемблија и Олд Трафорда.
Одлука о градњи стадиона сеже у 1997. годину када је општинско веће Излингтона одбило да одобри проширење старог Арсеналовог стадиона Хајбери. Клуб је купио земљиште 2000. године, а наредне године добија дозволу за градњу од општинског већа. Тренер Арсенала Арсен Венгер је изјавио да је одлука о изградњи новог стадиона „најважнија одлука у Арсеналовој историји“ још од одлуке да се Хербет Чапман (енгл. Herbert Chapman) постави за тренера. Процес премештања је почео 2002. године, али због финансијских потешкоћа радови на изградњи новог стадиона су отпочели тек 2004. године. Касније је озваничено да је авио-компанија Емирејтс главни спонзор стадиона. Радови су завршени 2006. године, а стадион је коштао 390 милиона фунти.